# Imre Földi
Imre Földi, född 8 maj 1938 i Kecskemét, Ungern, död 23 april 2017 i Tatabánya, Ungern,, var en ungersk tyngdlyftare. Han är en av tre tyngdlyftare som deltagit i fem olympiska spel. Földi blev olympisk guldmedaljör i bantamvikt 56 kg i München 1972 och tog silvermedaljer i Tokyo 1964 och Mexico City 1968. Han satte tjugo världsrekord mellan 1961 och 1972 och blev invald i det internationella tyngdlyftningsförbundets Hall of Fame 1993.

## Karriär
Imre Földi tog sin första internationella medalj 1959, vid världsmästerskapen i Warszawa, där han vann brons i 56-kilosklassen. Den första segern i ett stort mästerskap tog han hem vid EM i Budapest 1962. Det var det första av totalt fem EM-guld för Földi. Efter tre silvermedaljer och ytterligare ett brons i världsmästerskapen 1961-1964 vann Imre Földi ett guld vid VM i Teheran 1965. Han deltog i sitt första OS 1960 i Rom, där han slutade på en sjätte plats. Denna placering följdes av två silvermedaljer, den första i Tokyo 1964 där Földi bara var 2,5 kg från segrande Aleksej Vakhonin och den andra i Mexico City 1968 där Földi och segraren Mohammad Nassiri båda slutade på samma totalvikt och Nassiri vann guldet på lägre kroppsvikt. I München 1972 vann han guldet och satte nytt världsrekord på 377,5 kilo totalt. Efter OS-guldet fortsatte Földi att tävla, dock inte med samma framgångar som tidigare, han blev den förste tyngdlyftaren att tävla i fem olympiska spel när han deltog i tävlingen i Montréal 1976 där han slutade på en femteplats. Året därefter drabbades han av en skada som avslutade hans karriär.